# Маккартни, Кэрол
Кэрол Маккартни (англ. Carole McCartney, 1965 — 13 марта 2021) — археолог. Доктор (PhD). Член отделения археологических исследований Кипрского университета (UCY) с 2005 года, когда присоединилась как почётный исследователь (honorary research fellow), с 2019 года — постдокторант (post doctoral researcher). На протяжении последних 30 лет работала как специалист по каменным орудиям в Иордании, Сирии, Египте и на Кипре, была одной из самых известных и востребованных специалистов по каменным орудиям в Восточном Средиземноморье.

## Биография
Родилась в 1965 году.
Изучала археологию в Эдинбургском университете. В 1989 году она получила степень магистра, а затем в 1996 году — докторскую степень (PhD) в том же университете.
Впервые в 1987 году приехала на Кипр в качестве члена команды Эдгара Пельтенбурга из Эдинбургского университета, раскопавшей ряд объектов медного века в районе Пафоса.
Маккартни «застряла» на Кипре профессионально и лично. Вышла замуж за Михаила Памбоса и поселилась в Кисонерго.
Темой её исследований был доисторический Кипр. Основное внимание уделяла технологии обработке камня. Изучала неолитическое поселение Хирокития и более позднее поселение у деревни Калавасос.
В октябре и ноябре 2012 года, а также с конца марта до середины июня 2013 года руководила раскопками от имени отделения археологических исследований Кипрского университета, работающего в партнерстве с Корнеллским и Торонтским университетами, в районе Айия-Варвара-Аспрокреммос. По находкам (каменные женская статуэтка и инструменты) поселение было датировано 8800—8600 годами до н. э.
Результаты своих исследований опубликовала в более чем 25 отдельных авторских и более 25 совместных статьях в научных журналах, трудах конференций и монографиях.
Была одним из первых археологов, кто определил раннюю датировку и важность находок в колодцах в Милуткия (Μυλούθκια) в Кисонерго, нижних слоях Калавасос-Тенда и местах, зафиксированных во время реализации проекта Sydney Cyprus Survey Project (SCSP).
Умерла в субботу 13 марта 2021 года.

## Личная жизнь
Вышла замуж за Михаила Памбоса (Pambos Michael). Родила двоих детей — Катерину и Эмилиоса (Αιμίλιος).